# Caro Dance

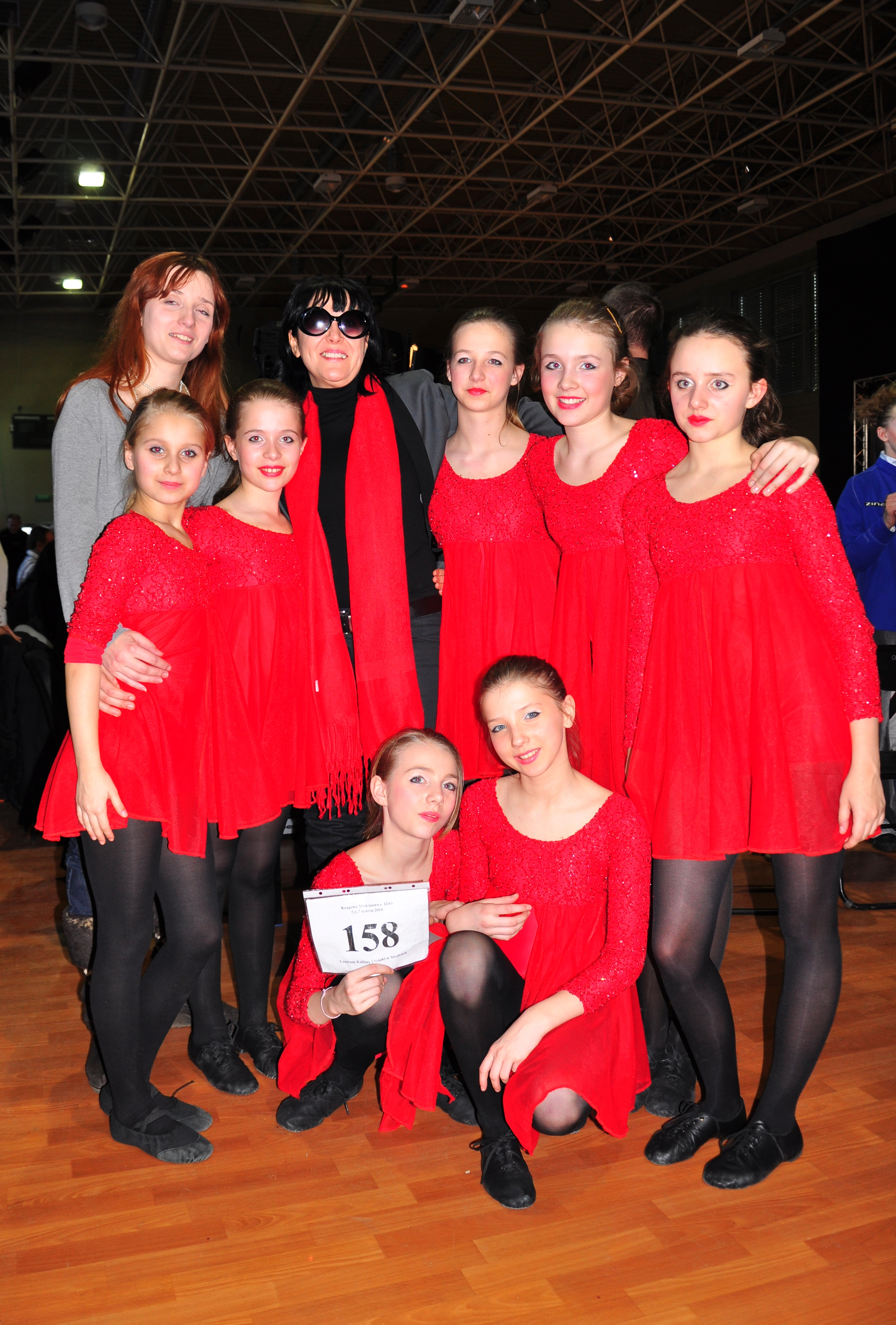

Caro Dance – polski zespół tańca współczesnego, pochodzący z Siedlec i należący do międzynarodowych organizacji tanecznych International Dance Organisation (IDO)  DaCI.
Wielokrotny złoty medalista Mistrzostw Polski, Europy i Świata w tańcu nowoczesnym. Choreografem zespołu jest Iwona Orzełowska, a solistami są m.in. Izabela Orzełowska, Eliza Kindziuk, Jakub Mędrzycki, bliźniacy Sebastian i Jakub Piotrowicz, znani z udziału w programie rozrywkowym TVN You Can Dance – Po prostu tańcz.
W przeszłości w zespole tańczyli też m.in. Jarosław Zaniewicz i Bartosz Zyśk (tancerze Polskiego Baletu Narodowego), bracia Marcin i Rafał Mroczkowie oraz Wioletta Fiuk, zwyciężczyni trzeciej edycji You Can Dance – Po prostu tańcz.